# Дутчак Михайло Михайлович

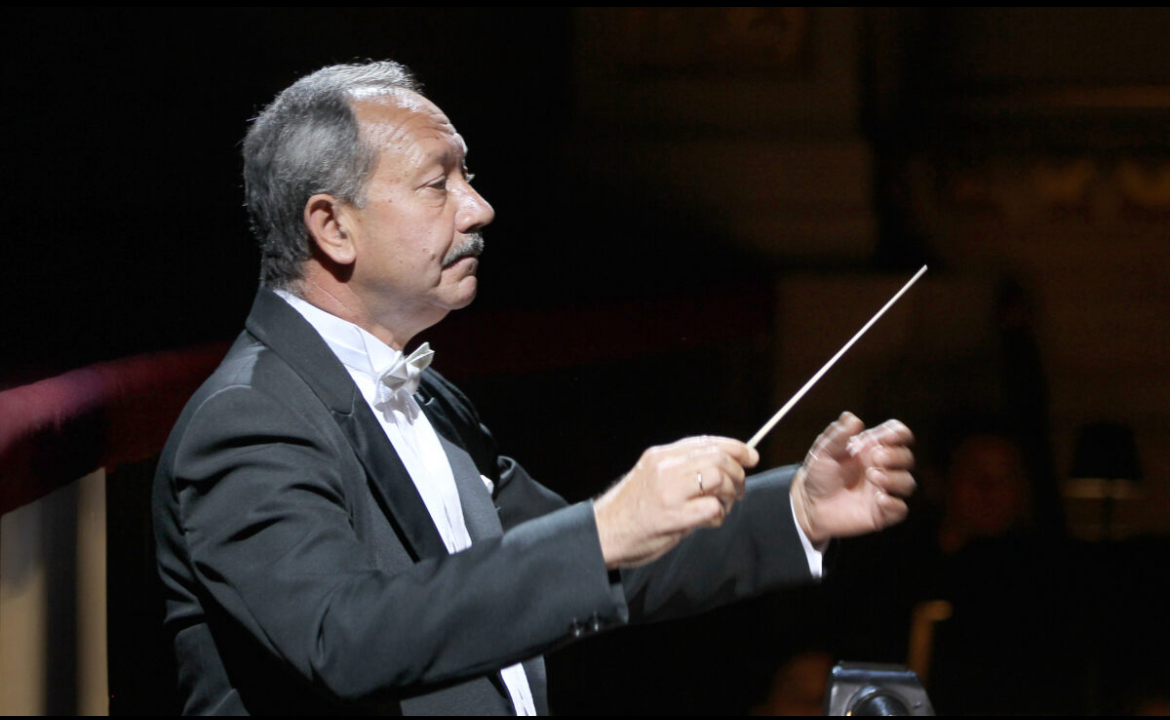

Миха́йло Миха́йлович Дутча́к  (22 листопада 1953, Броди — 18 травня 2021, Львів) — український диригент, Заслужений діяч мистецтв України, Народний артист України.

## Життєпис
Навчався у Львівському музично-педагогічному училищі ім. Філарета Колесси.
1978 року закінчив Львівську консерваторію (клас Лариси Бобер).
З 1976 р. — диригент, з квітня 2001 р. — головний диригент Львівського театру опери та балету ім. С. Крушельницької.
1983—1985 рр. пройшов стажування у Степана Турчака в Київському театрі опери та балету ім. Т. Шевченка.
В Київському театрі диригував опери «Ріґолетто», «Травіата» Дж. Верді, «Царева наречена» М. Римського-Корсакова, «Таємний шлюб» Д. Чімарози.
1997—1998 рр. — керівник симфонічного оркестру Львівської музичної академії.
Проводив майстер-класи для молодих оперних диригентів Європи та Азії у м. Бургас (Болгарія, 2009 р.).
Гастролював у Польщі, Швейцарії, Катарі, Франції, містами України.
Похований на 50 полі Личаківського цвинтаря.

## Диригент-постановник
опера
- «Запорожець за Дунаєм» С. Гулака-Артемовського (1987)
- «Наталка Полтавка» М. Лисенка (1989)
- «Травіата» Дж. Верді (2001)
- «Мойсей» М. Скорика (2001, 1-е виконання)
- «Страшний двір» С. Монюшка (2003)
- «Бал-маскарад» Дж. Верді (2005)
- «Орфей і Еврідіка» К.В. Глюка (2009)
- «Дон Паскуале» Г. Доніцетті (2017)

балет
- «Лілея» К. Данькевича (1989)
- «Лісова пісня» М. Скорульського (1993)
- «Ромео і Джульєтта» С. Прокоф‘єва (2004, капітальне поновлення)
- «Повернення Баттерфляй» Д.Пуччіні - М. Скорика (2006, 1-е виконання)

оперета
- «Циганський барон» Й. Штраусса (1994)

кантата
- «Карміна Бурана» К. Орфа (2005)

концертна програма
- «Реквієм» Дж. Верді (2011)
- «Vivat оперета!» (2012)

## Визнання
- 2001 — Премія «Львівська слава» (за постановку опери «Мойсей»)
- 2001 — Премія ім. С. Людкевича
- 2003 — Заслужений діяч мистецтв України
- 2017 — Народний артист України